# Coupe des prisoniers 1945
De Coupe des Prisonniers 1945 was een van drie races die op 9 september 1945 in het Bois de Boulogne, in Parijs werden verreden. Zij waren de eerste autosportraces die na de onderbreking door de Tweede Wereldoorlog plaatsvonden.
De race over drieënveertig ronden werd gewonnen door Jean-Pierre Wimille in een Bugatti, met Raymond Sommer op ruim een minuut achterstand in een Talbot-Lago en Eugène Chaboud als derde in een Delahaye. Wimille reed ook de snelste rondetijd.

## Uitslag
| Pos | No. | Driver              | Constructor         | Time/Retired         |
| --- | --- | ------------------- | ------------------- | -------------------- |
| 1   | 1   | Jean-Pierre Wimille | Bugatti Type 59/50B | 1:03:33.3, 114.72kph |
| 2   | 2   | Raymond Sommer      | Talbot T26 MC       | +1:20.0              |
| 3   | 8   | Eugène Chaboud      | Delahaye 135S       | +3 laps              |
| 4   | 11  | Henri Trillaud      | Delahaye 135S       | +4 laps              |
| 5   | 5   | Marcel Balsa        | Bugatti Type 51     | +5 laps              |
| 6   | 12  | Joseph Chotard      | Delahaye 135S       | +6 laps              |
| 7   | 9   | Louis Villeneuve    | Delahaye 135S       | +9 laps              |
| NC  | 7   | Maurice Trintignant | Bugatti Type 35C/51 |                      |
| NC  | 16  | Raymond de Saugé    | Bugatti Type 57S    |                      |
| NC  | 15  | Paul Friderich      | Bugatti Type 55     |                      |
| NC  | 14  | Georges Grignard    | Delahaye 135S       |                      |
| NC  | 3   | Philippe Étancelin  | Alfa Romeo 8C-2300  |                      |
| NC  | 10  | Emile Cornet        | Delahaye 135S       |                      |
| NC  | 17  | Roger Wormser       | Delahaye 135S       |                      |
| NC  | 4   | Louis Gérard        | Maserati 8CM        |                      |
| NC  | 6   | Pierre Levegh       | Talbot-Lago 150C    |                      |

Dit artikel of een eerdere versie ervan is een (gedeeltelijke) vertaling van het artikel 1945_Coupe_des_Prisonniers op de Engelstalige Wikipedia, dat onder de licentie Creative Commons Naamsvermelding/Gelijk delen valt. Zie de bewerkingsgeschiedenis aldaar.
1. ↑  The cradle of motorsport. Geraadpleegd op 26 september 2022.
2. ↑  France shows us the way. Geraadpleegd op 26 september 2022.
3. ↑  Coupe Des Prisonniers. Geraadpleegd op 26 september 2022.
4. ↑  1945 Prisoners Cup. Geraadpleegd op 26 september 2022.